# 丰加霉素
丰加霉素是一种含氮有机化合物，化学式C12H13N5O4，为腺苷类似物，存在于一些链霉菌中，能抑制XBP1蛋白。